# Sânmărtin (gmina Chinteni)
Sânmărtin – wieś w Rumunii, w okręgu Kluż, w gminie Chinteni. W 2011 roku liczyła 174 mieszkańców.